# بلبول (تالسينت)
بلبول هي إحدى مشيخات المملكة المغربية، تتبع جغرافيا لإقليم فكيك وإداريًا لتالسينت. يقدر عدد سكانها بـ 690 نسمة حسب الإحصاء الرسمي للسكان والسكنى لسنة 2004.